# Murallas de Milán
La ciudad de Milán, Italia, ha tenido tres sistemas diferentes de murallas de defensa. Las murallas romanas más antiguas se desarrollaron en dos etapas, la primera en la época republicana y la segunda en la imperial. El segundo sistema de murallas se realizó en la Edad Media (siglo XII), después de la destrucción de la ciudad por Federico I Barbarroja. Finalmente, el último sistema de murallas fue construido por los gobernantes españoles (siglo XVI). Si bien de estas murallas queda muy poco, su estructura se refleja claramente en el trazado urbanístico de la ciudad. En particular, el Milán moderno tiene dos anillos de calles aproximadamente circulares, a saber, la "Cerchia dei Navigli" y la "Cerchia dei Bastioni ", que corresponden esencialmente a las murallas medievales y españolas, respectivamente. Tenga en cuenta que un tercer anillo de carreteras más allá de la carretera de circunvalación interior (circonvallazione interna / "Cerchia dei Bastioni"), llamada carretera de circunvalación exterior (circonvallazione esterna), no se debe a ninguna muralla antigua; pero fue parte del Plan Beruto de 1884 para la ciudad de Milán, creado y nombrado en honor a un ingeniero municipal y servidor público del gobierno local de la ciudad.

## Murallas romanas

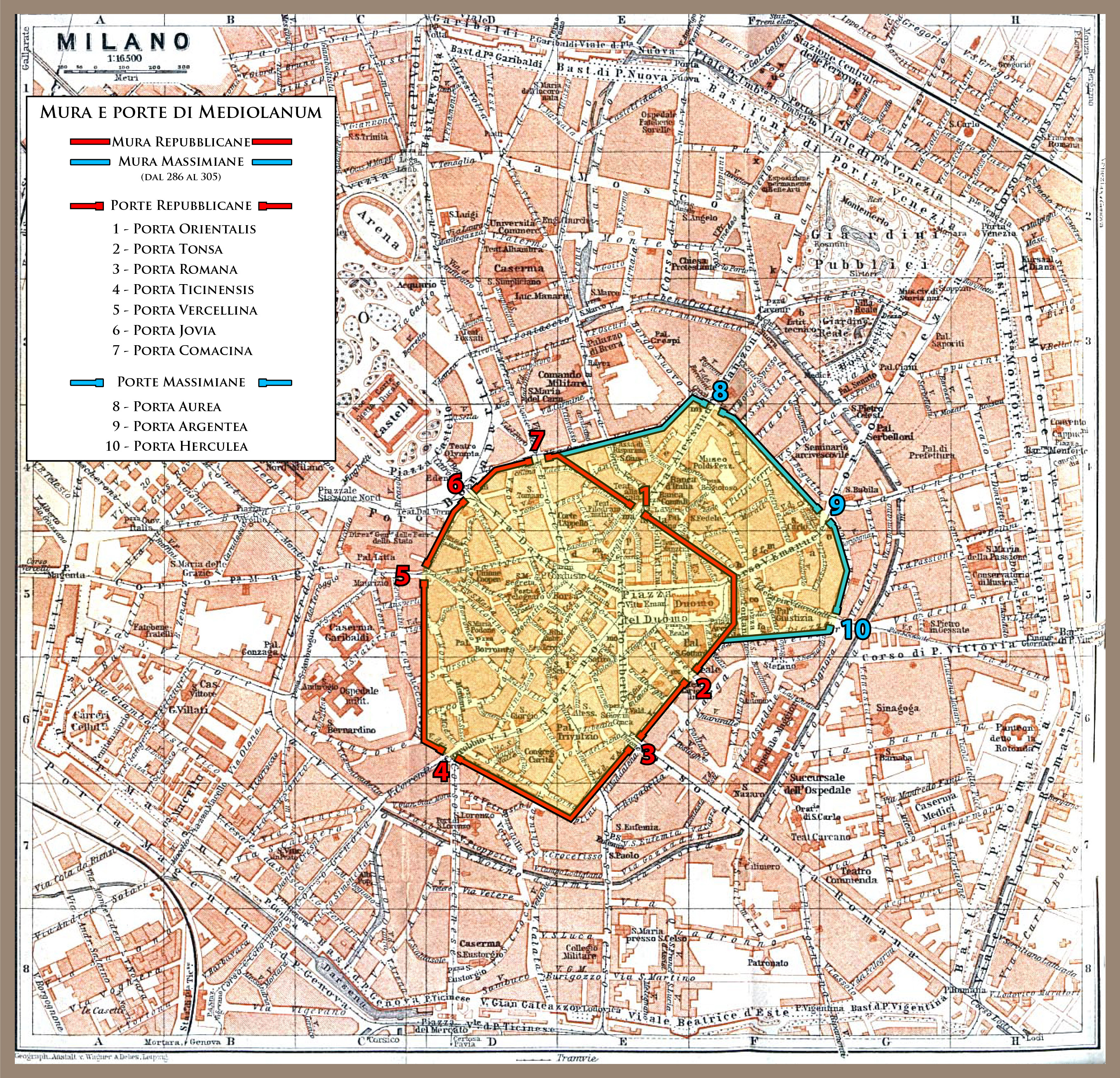
Mapa de las murallas romanas de Milán. Las murallas republicanos se muestran en rojo, las imperiales (Maximiano) en azul

### Murallas republicanas
El sistema de murallas más antiguo se construyó cuando Milán (el Mediolanum  se convirtió en un municipium romano, en el 49 a. C. Era esencialmente cuadrado, cada lado de unos 700 m de largo. Las paredes tenían 6 puertas principales, que generalmente se conocen como "Porta Romana" (en Piazza Missori), "Porta Ticinese" (en Carrobbio), "Porta Vercellina" (donde se encuentra la iglesia de Santa Maria alla Porta, "Porta Orientale" (o Porta Argentea, en via San Paolo), "Porta Jovia" (en via San Giovanni sul Muro) y "Porta Cumana" (al final de Via Broletto, entre Via Cusani y Via del Lauro). Tenga en cuenta que algunos de estos nombres (por ejemplo, "Porta Romana" y "Porta Ticinese" también se utilizan para referirse a puertas de sistemas de murallas posteriores ubicados en la misma área). 

### Murallas de Maximiano

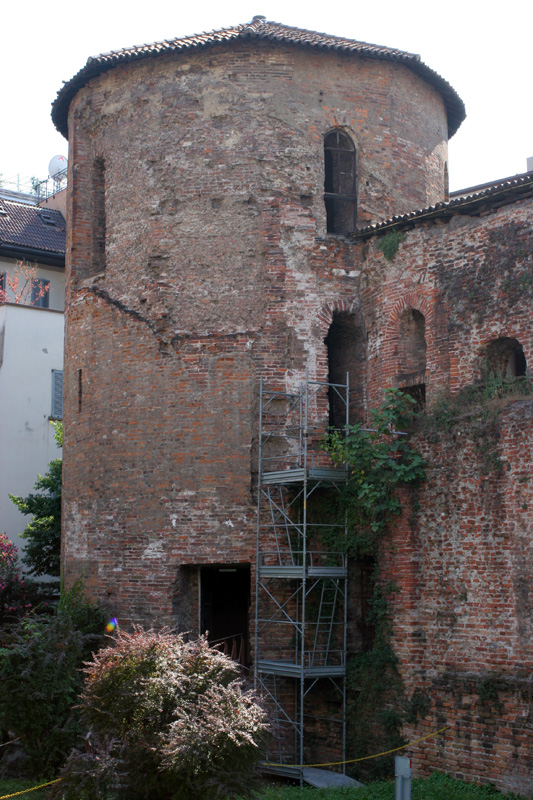
La torre de Maximiano en el patio del Museo Arqueológico de Milán

En la era imperial, mientras Mediolanum era capital del Imperio Romano Occidental, el emperador Maximiano amplió las murallas de la ciudad; al este, se pretendía incluir las termas de Hércules (ubicadas en los alrededores de lo que ahora son Piazza San Babila, Corso Europa y Piazza Fontana); al oeste, las nuevas murallas rodeaban la arena. En general, los nuevos sistemas de murallas superaron las 100 hectáreas. Se agregaron dos puertas, más tarde referidas como "Porta Nuova" (en lo que ahora es la esquina entre via Manzoni y via Montenapoleone) y "Porta Tonsa" (en el área ahora conocida como "Verziere"). 

### Restos
Algunas secciones de las murallas romanas de Milán todavía están en su lugar, entre las cuales: 
- en la parte norte de Carrobbio, parcialmente envuelto en los edificios modernos: una parte de la torre del siglo I de Porta Ticinese;
- en el sótano de algunos edificios de San Vito: un rasgo de las murallas republicanas;
- en el jardín de un edificio en Via Medici: una torre de Maximiano y un pequeño rasgo de paredes;
- en el patio del Museo Arqueológico de Corso Magenta: una torre Maximiano poligonal de 24 lados;
- en el sótano de algún edificio de Via Montenapoleone: algunos rasgos de las murallas de Maximian
- en el claustro del Monasterio de San Vittore, hoy Museo de Ciencia y Tecnología Leonardo da Vinci: los restos de un edificio octogonal y dos torres.

## Murallas medievales

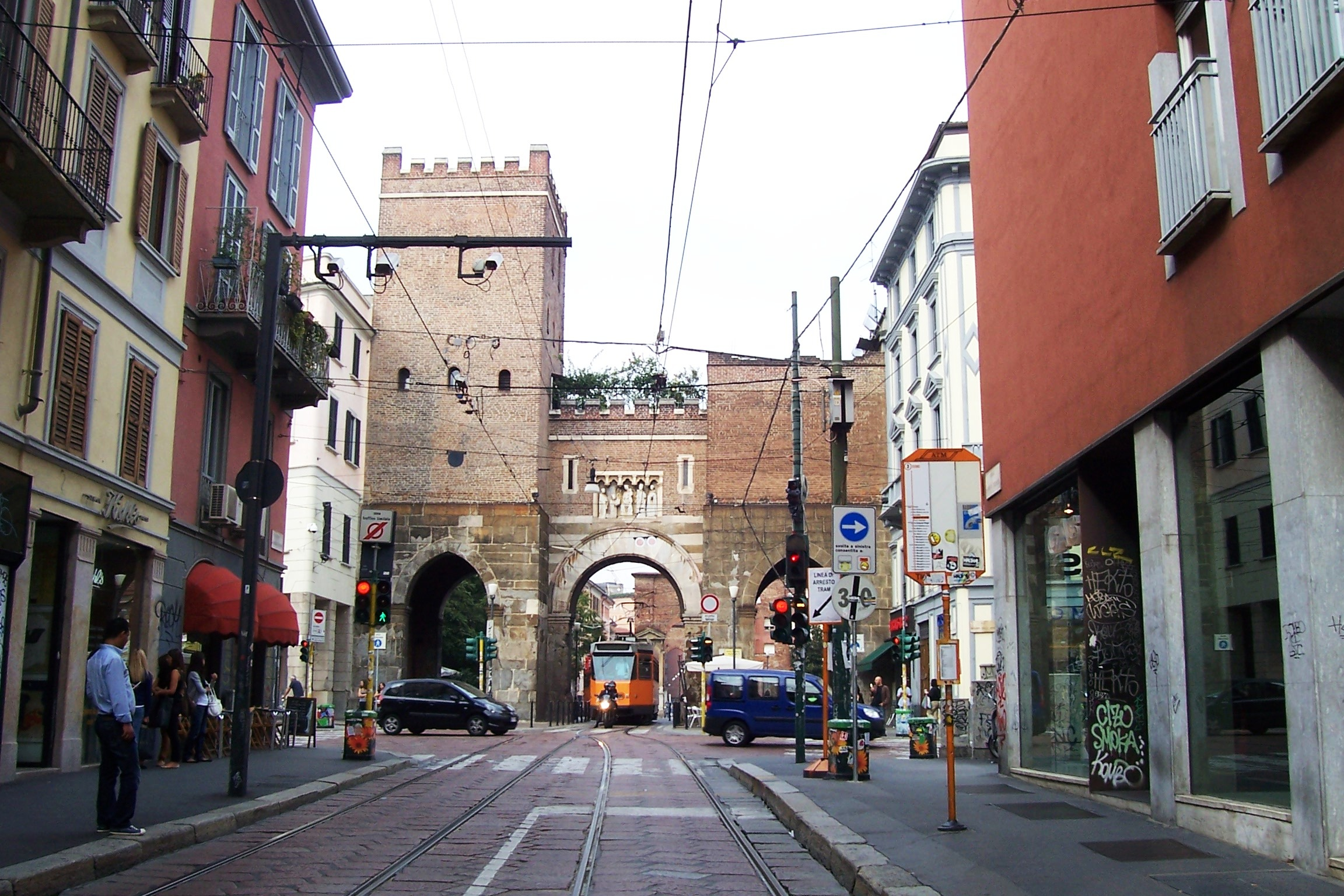
"Porta Ticinese", una de las puertas restantes de las murallas medievales de Milán

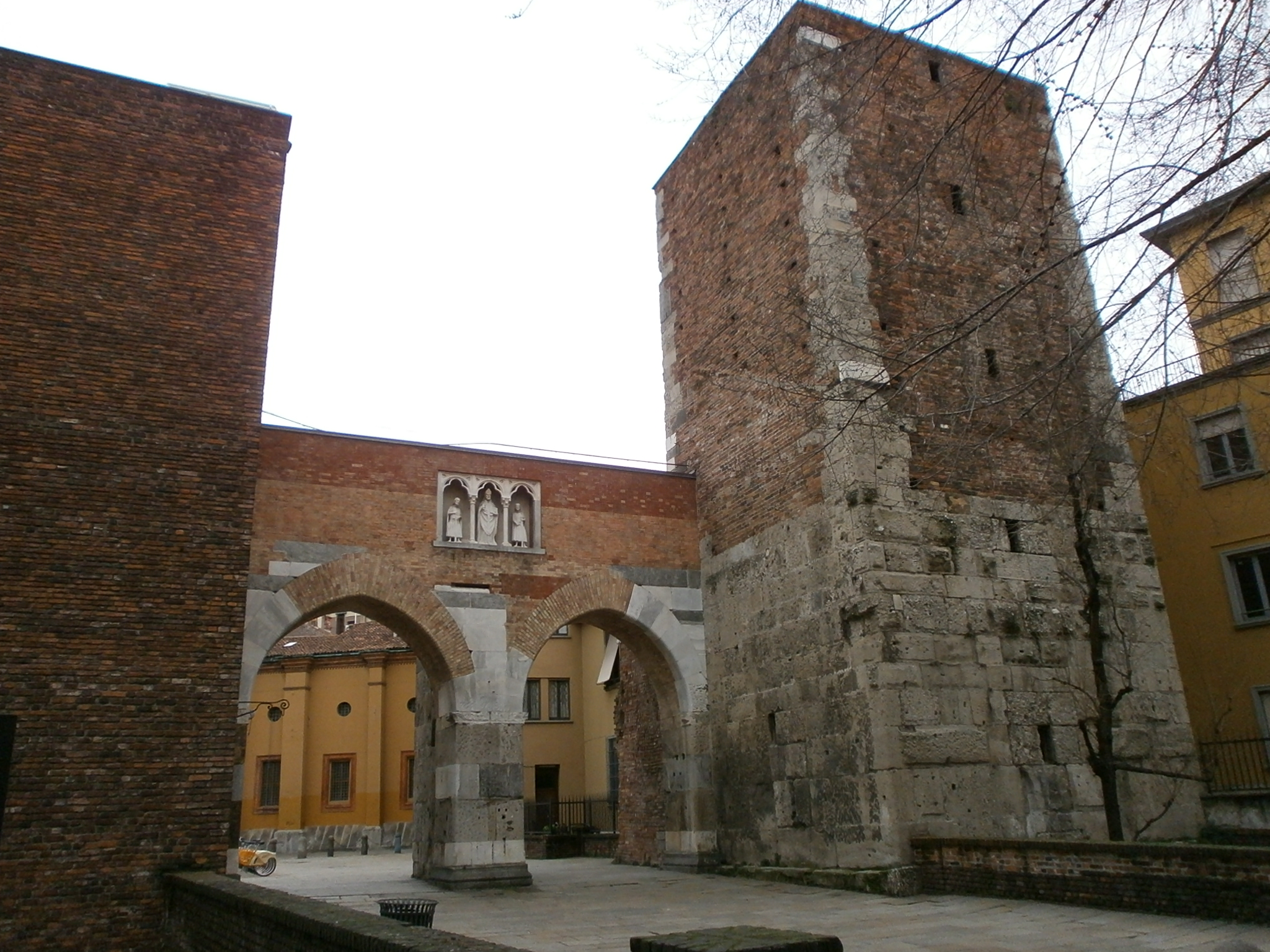
"Pusterla di Sant'Ambrogio", uno de los carteles medievales restantes

Las murallas medievales de Milán se construyeron en el siglo XII, principalmente como defensa contra Federico I Barbarroja, que asaltó repetidamente Lombardía. El perímetro de las murallas medievales corresponde esencialmente a lo que hoy se conoce como "Cerchia dei Navigli" ("Anillo de Navigli"), un anillo de calles que encierran el centro histórico de la ciudad. 
La construcción de la estructura defensiva medieval de Milán comenzó en 1156. Al principio, se realizó un foso profundo, llenado con agua extraída de los ríos Seveso y Nirone. Se agregaron murallas de madera como medida defensiva complementaria, y probablemente también se explotaron los restos de las murallas romanas. A pesar de esta primera entrega defensiva, Federico I Barbarroja arrasó Milán en 1162. Después de eso, la reconstrucción comenzó de inmediato, esta vez con murallas de piedra. El sistema de murallas final era casi circular (en palabras del poeta Bonvesin de la Riva: "de admirable redondez"), con siete puertas principales (Porta Ticinese, Porta Vercellina, Porta Giovia, Porta Comasina, Porta Romana, Porta Nuova y Porta Orientale) y alrededor de diez "pusterle" o posterns (incluyendo Pusterla dei Fabbri, Pusterla di Sant'Ambrogio, Pusterla delle Azze, Pusterla di San Marco, Pusterla Monforte, Pusterla Tosa, Pusterla di Sant'Eufemia, Pusterla della Chiusa). 
La mayoría de las murallas medievales fueron demolidas entre los siglos XVI y XIX. Los fosos permanecieron y se utilizaron como canales. 

### Restos
Los rasgos de las murallas medievales de Milán que aún existen incluyen: 
- al final de Via Manzoni: la antigua Porta Nuova del siglo XII;
- Porta Ticinese, también una de las puertas principales de las murallas medievales;
- en el sótano de dos edificios en el cruce entre Corso di Porta Romana y Via Sforza: restos de la Porta Romana medieval,;
- en Via San Damiano: se conservan unos 20 metros de murallas medievales;
- en el edificio de Corso di Porta Venezia, 21: hay un fragmento de un bajorrelieve que formaba parte de Porta Orientale.

La pusterla di Sant'Ambrogio, ubicada junto a la iglesia epónima, es una reconstrucción de 1939 de la Pusterla di Sant'Ambrogio original. 

## Murallas españolas

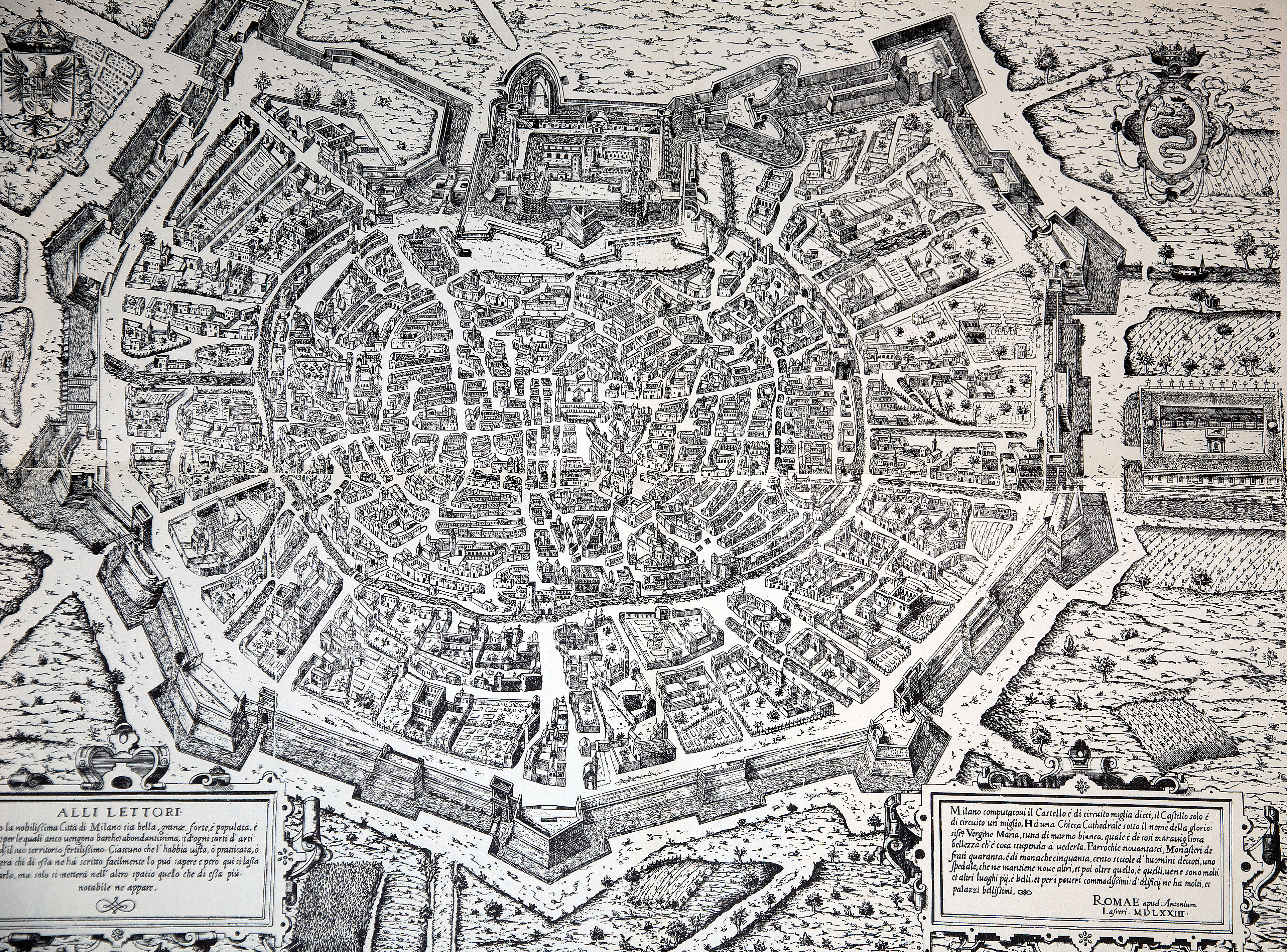
Milán en 1573

Las llamadas "Mura Spagnole" (murallas españolas) de Milán fueron construidas entre 1546 y 1560 en obediencia a la voluntad de Ferrante Gonzaga, gobernador de la ciudad durante el dominio español de Milán. El nuevo sistema de murallas tenía un perímetro total de unos 11 km, mucho más grande que el de las murallas medievales. Varios rasgos de las murallas fueron reforzados por fosos obtenidos por los numerosos canales que rodean la ciudad. El perímetro de las murallas españolas corresponde esencialmente a lo que ahora se conoce como la "Cerchia dei Bastioni" ("Anillo del Bastión"). 
Las murallas permanecieron hasta bien entrado el siglo XIX, pero perdieron su finalidad militar a mediados del siglo XVIII, siendo adaptadas como una especie de paseo panorámico por el gobernador Gian Luca Pallavicini. Stendhal ha descrito este paseo en su diario Roma, Nápoles y Florencia; en ese momento, un transeúnte podría ver el Duomo desde cualquier lugar de las paredes. Desde la parte norte de las murallas, uno podría ver tanto el Duomo (si mira hacia el sur) como los Alpes (si mira hacia el norte). 
Las murallas españolas comprendían 11 puertas: Porta Romana, Porta Tosa (ahora Porta Vittoria), Porta Orientale (rebautizada como Porta Venezia en 1860), Porta Nuova, Porta Comasina (rebautizada como Porta Garibaldi en 1860), Porta Tenaglia, Porta Sempione, Porta Vercellina, Porta Ticinese, Porta Lodovica y Porta Vigentina. 

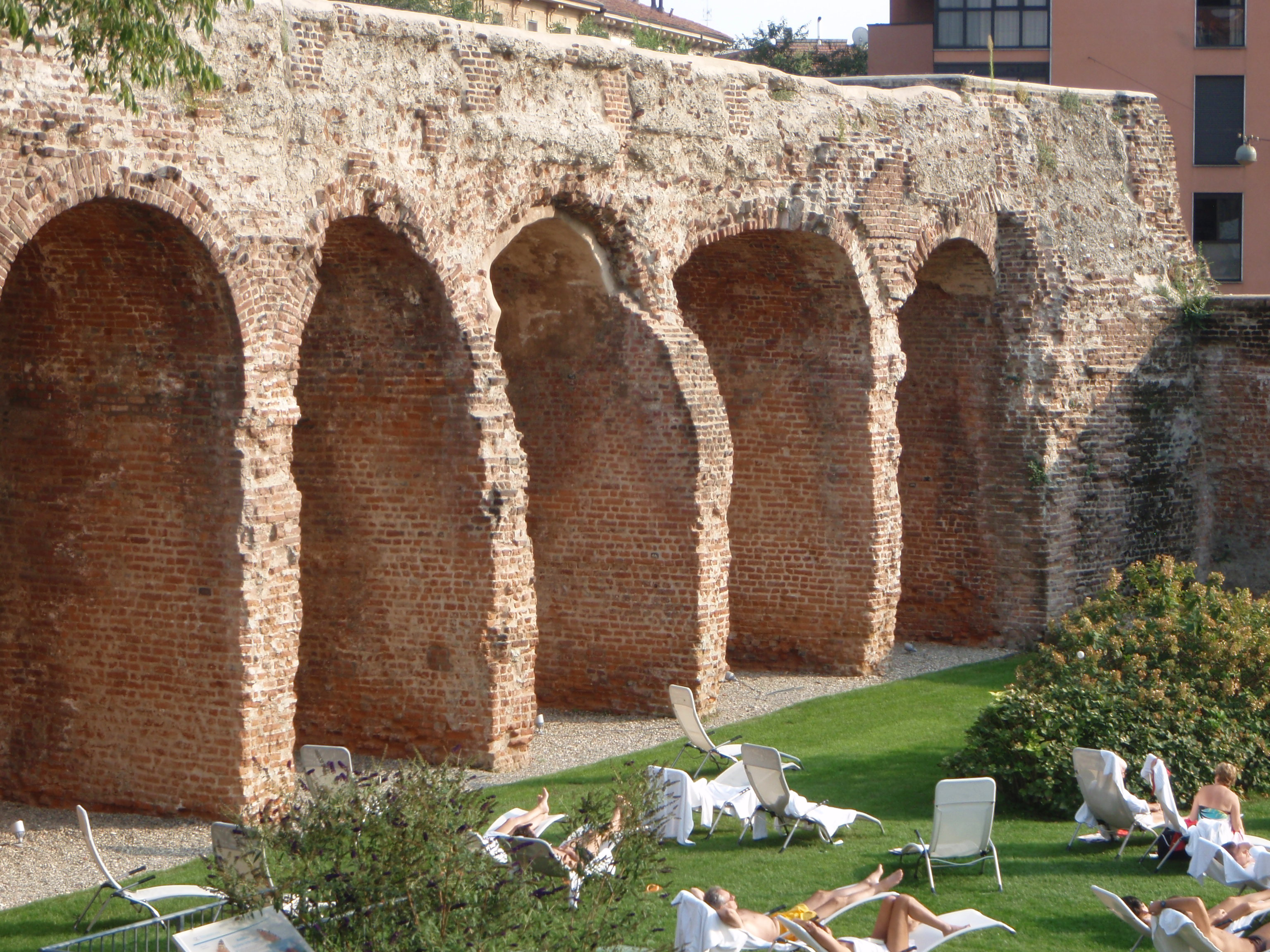
Murallas españolas en Porta Romana

Cuando Milán fue anexada al Imperio napoleónico, el gobernador Francesco Melzi d'Eril ordenó la demolición de las murallas españolas y reemplazó las puertas originales. En ese momento, las puertas iban a servir como lugares de destino aduanero, y se suponía que su arquitectura reflejaba la grandeza del Imperio Napoleónico, así como el papel de Milán como capital del Reino de Italia. Como consecuencia, muchas de las "puertas" modernas de Milán están ubicadas donde solían estar las puertas españolas, pero solo se remontan al siglo XIX. 

### Restos
Las partes mejor conservadas de las murallas españolas se encuentran en los alrededores de Porta Romana, por ejemplo en Piazza Medaglie d'Oro, entre Piazza Medaglie d'Oro y Piazza XXIV Maggio, y en Viale Vittorio Veneto. En Viale Monte Nero hay dos pequeños jardines obtenidos de las antiguas murallas. 